# Knockin
Knockin – wieś w Anglii, w hrabstwie Shropshire. Leży 19 km na północny zachód od miasta Shrewsbury i 243 km na północny zachód od Londynu.